# Włodzimierz Szakun
Włodzimierz Szakun (ur. 29 września 1883 w Kielewiczach, zm. 1 lutego 1944 w Stutthofie) – polski nauczyciel, rolnik i radykalny działacz chłopski, poseł na Sejm I kadencji w II RP (1922–1927).

## Życiorys
Ukończył studia pedagogiczne na Uniwersytecie w Sankt Petersburgu. Do wybuchu I wojny światowej współpracował z Białoruską Socjalistyczną „Hramadą”. W 1919 znalazł się w PZL „Odrodzenie”, później kolejno: PSL „Wyzwolenie” (1922) i Niezależnej Partii Chłopskiej (1924). W 1927 współtworzył Radykalną Partię Włościańską Ziem Białoruskich, która nie odniosła sukcesu. W grudniu 1927 aresztowany i uwięziony na Łukiszkach (do początku 1929). Po zwolnieniu z więzienia przeprowadził się na Pomorze, gdzie pracował jako rolnik. Był członkiem redakcji „Wyzwolenia Ludu” oraz redaktorem „Włościanina”. W czasie II wojny światowej aresztowany, umieszczony w KL Stutthof i tam zamordowany.